# Atletism la Jocurile Olimpice de vară din 1972 - 100 m garduri (feminin)
Proba feminină de 100 de metri garduri de la Jocurile Olimpice de vară din 1972 a avut loc în perioada 4-8 septembrie 1972 pe Stadionul Olimpic din München.

## Recorduri
Înaintea acestei competiții, recordurile mondiale și olimpice erau următoarele:
| Record  | Atletă                 | Rezultat   | Loc          | Data          |
| ------- | ---------------------- | ---------- | ------------ | ------------- |
| Mondial | Annelie Ehrhardt (GDR) | 12,5 s     | Potsdam, RDG | 15 iulie 1972 |
| Olimpic | Probă nouă             | Probă nouă | Probă nouă   | Probă nouă    |

## Rezultate

### Calificări
S-au calificat în semifinale primele patru atlete din fiecare serie.

#### Seria 1
| Loc | Atletă             | Țară            | Timp       |
| --- | ------------------ | --------------- | ---------- |
| 1   | Annelie Ehrhardt   | Germania de Est | 12,70 s RO |
| 2   | Pam Ryan           | Australia       | 12,93 s    |
| 3   | Teresa Nowak       | Polonia         | 13,16 s    |
| 4   | Esther Shachamorov | Israel          | 13,17 s    |
| 5   | Judy Vernon        | Marea Britanie  | 13,37 s    |
| 6   | Lucila Salao       | Filipine        | 15,15 s    |
| –   | Edith Noeding      | Peru            | NS         |

#### Seria 2
| Loc | Atletă             | Țară                       | Timp    |
| --- | ------------------ | -------------------------- | ------- |
| 1   | Valeria Bufanu     | România                    | 12,94 s |
| 2   | Danuta Straszyńska | Polonia                    | 13,03 s |
| 3   | Margit Bach        | Germania de Vest           | 13,46 s |
| 4   | Lacey O’Neal       | Statele Unite ale Americii | 13,78 s |
| 5   | Brenda Matthews    | Noua Zeelandă              | 13,81 s |
| 6   | Penny Gillies      | Australia                  | 13,82 s |

#### Seria 3
| Loc | Atletă             | Țară                       | Timp    |
| --- | ------------------ | -------------------------- | ------- |
| 1   | Grażyna Rabsztyn   | Polonia                    | 13,29 s |
| 2   | Annerose Krumpholz | Germania de Est            | 13,31 s |
| 2   | Mamie Rallins      | Statele Unite ale Americii | 13,51 s |
| 4   | Meta Antenen       | Elveția                    | 13,61 s |
| 5   | Maureen Caird      | Australia                  | 13,63 s |
| 6   | Margaret Murphy    | Irlanda                    | 15,89 s |
| –   | Mary Peters        | Marea Britanie             | NS      |

#### Seria 4

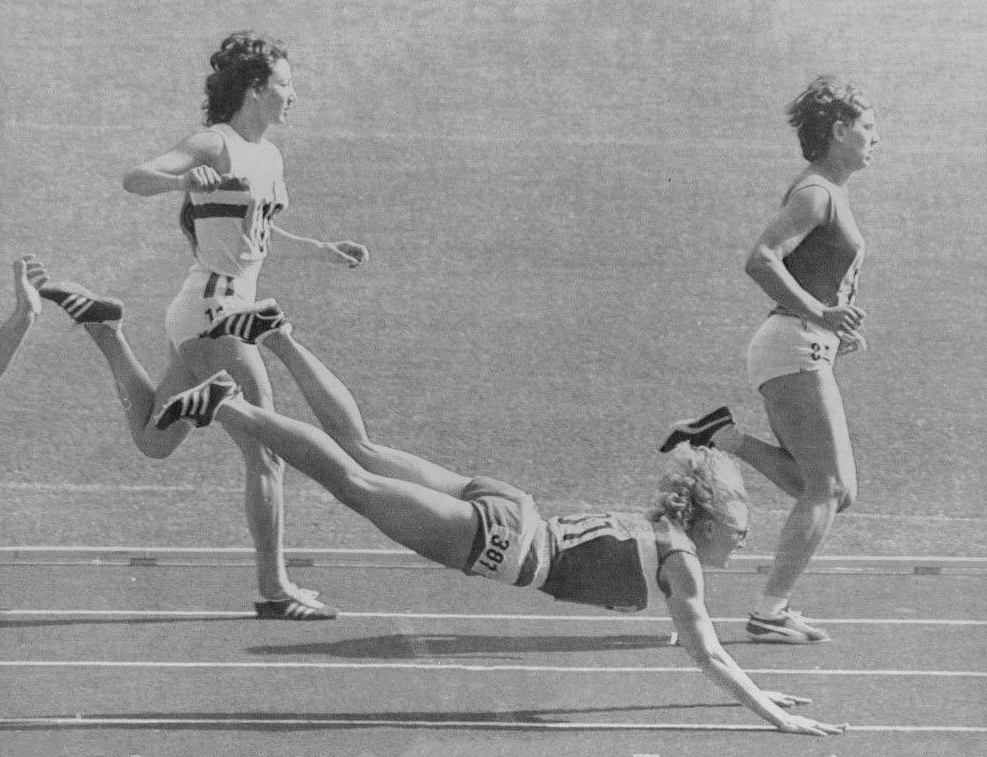
Ann Wilson, Patty Johnson și Jacqueline André

| Loc | Atletă           | Țară                       | Timp    |
| --- | ---------------- | -------------------------- | ------- |
| 1   | Karin Balzer     | Germania de Est            | 13,10 s |
| 2   | Patty Johnson    | Statele Unite ale Americii | 13,28 s |
| 3   | Jacqueline André | Franța                     | 13,33 s |
| 4   | Heidi Schüller   | Germania de Vest           | 13,50 s |
| 5   | Ann Wilson       | Marea Britanie             | 13,53 s |
| 6   | Gunhild Olsson   | Suedia                     | 14,37 s |
| 7   | Emilia Edet      | Nigeria                    | 14,67 s |

### Semifinale
S-au calificat în finală primele patru atlete din fiecare semifinală.

#### Semifinala 1
| Loc | Atletă         | Țară                       | Timp    |
| --- | -------------- | -------------------------- | ------- |
| 1   | Valeria Bufanu | România                    | 12,84 s |
| 2   | Pam Ryan       | Australia                  | 12,95 s |
| 3   | Karin Balzer   | Germania de Est            | 12,97 s |
| 4   | Teresa Nowak   | Polonia                    | 13,10 s |
| 5   | Patty Johnson  | Statele Unite ale Americii | 13,26 s |
| 6   | Margit Bach    | Germania de Vest           | 13,31 s |
| 7   | Mamie Rallins  | Statele Unite ale Americii | 13,76 s |
| –   | Meta Antenen   | Elveția                    | NT      |

#### Semifinala 2
| Loc | Atletă             | Țară                       | Timp    |
| --- | ------------------ | -------------------------- | ------- |
| 1   | Annelie Ehrhardt   | Germania de Est            | 12,73 s |
| 2   | Danuta Straszyńska | Polonia                    | 12,91 s |
| 3   | Annerose Krumpholz | Germania de Est            | 13,24 s |
| 4   | Grażyna Rabsztyn   | Polonia                    | 13,24 s |
| 5   | Jacqueline André   | Franța                     | 13,30 s |
| 6   | Heidi Schüller     | Germania de Vest           | 13,33 s |
| 7   | Lacey O’Neal       | Statele Unite ale Americii | 13,89 s |
| –   | Esther Shachamorov | Israel                     | NS      |

### Finala
| Loc | Atletă             | Țară            | Timp             |
| --- | ------------------ | --------------- | ---------------- |
| 1   | Annelie Ehrhardt   | Germania de Est | 12,59 s RMel, RO |
| 2   | Valeria Bufanu     | România         | 12,84 s          |
| 3   | Karin Balzer       | Germania de Est | 12,90 s          |
| 4   | Pam Ryan           | Australia       | 12,98 s          |
| 5   | Teresa Nowak       | Polonia         | 13,17 s          |
| 6   | Danuta Straszyńska | Polonia         | 13,18 s          |
| 7   | Annerose Krumpholz | Germania de Est | 13,27 s          |
| 8   | Grażyna Rabsztyn   | Polonia         | 13,44 s          |